# Premi Jerusalem
El Premi Jerusalem per la Llibertat de l'Individu en la Societat (en anglès: Jerusalem Prize for the Freedom of the Individual in Society) és un premi literari de periodicitat bi-anual que es concedeix a escriptors el treball dels quals s'ha destacat per la lluita per la llibertat en el context de la societat actual. El premi és lliurat per la Fira Internacional del Llibre de Jerusalem, i està dotat amb una quantitat de 10.000 dòlars que rep el guardonat.